# Ljubomir Radanović
Ljubomir Radanović (ur. 21 lipca 1960 w Cetynii) – czarnogórski piłkarz występujący na pozycji obrońcy.

## Kariera klubowa
Radanović seniorską karierę rozpoczynał w 1977 roku w klubie FK Lovćen. Spędził tam cztery lata. W 1981 roku trafił do Partizanu Belgrad. W 1983, 1986 oraz w 1987 roku zdobył z klubem mistrzostwo Jugosławii. W ciągu siedmiu lat w barwach Partizanu zagrał 172 razy i zdobył 15 bramek.
W 1988 roku Radanović wyjechał do Belgii, gdzie został graczem Standardu Liège. W 1989 roku dotarł z nim do finału Pucharu Belgii, jednak Standard przegrał tam 0:2 z Anderlechtem. W Standardzie Radanović grał przez dwa lata. Rozegrał tam w sumie 62 spotkania i strzelił 3 gole. W 1990 roku odszedł do francuskiego OGC Nice. Po roku powrócił do Standardu. W 1992 roku przeniósł się do szwajcarskiej Bellinzony, gdzie w 1995 roku zakończył karierę.

## Kariera reprezentacyjna
W reprezentacji Jugosławii Radanović zadebiutował 24 kwietnia 1983 roku w przegranym 0:4 towarzyskim meczu z Francją. W 1984 roku został powołany do kadry narodowej na Mistrzostwa Europy. Zagrał tam w pojedynkach z Danią (0:5) oraz Francją (2:3). Z tamtego turnieju Jugosławia odpadła po fazie grupowej. W tym samym roku Radanović zajął z drużyną narodową 3. miejsce na Letnich Igrzyskach Olimpijskich. W latach 1983–1988 w reprezentacji Jugosławii rozegrał w sumie 34 spotkania i zdobył 3 bramki.